# Horst Lichter
Wilhelm Horst Lichter, né le 15 janvier 1962, est un cuisinier allemand, auteur de livres de cuisine et présentateur de télévision. Il apparaît également occasionnellement sur scène en tant qu'artiste.

## Biographie
|

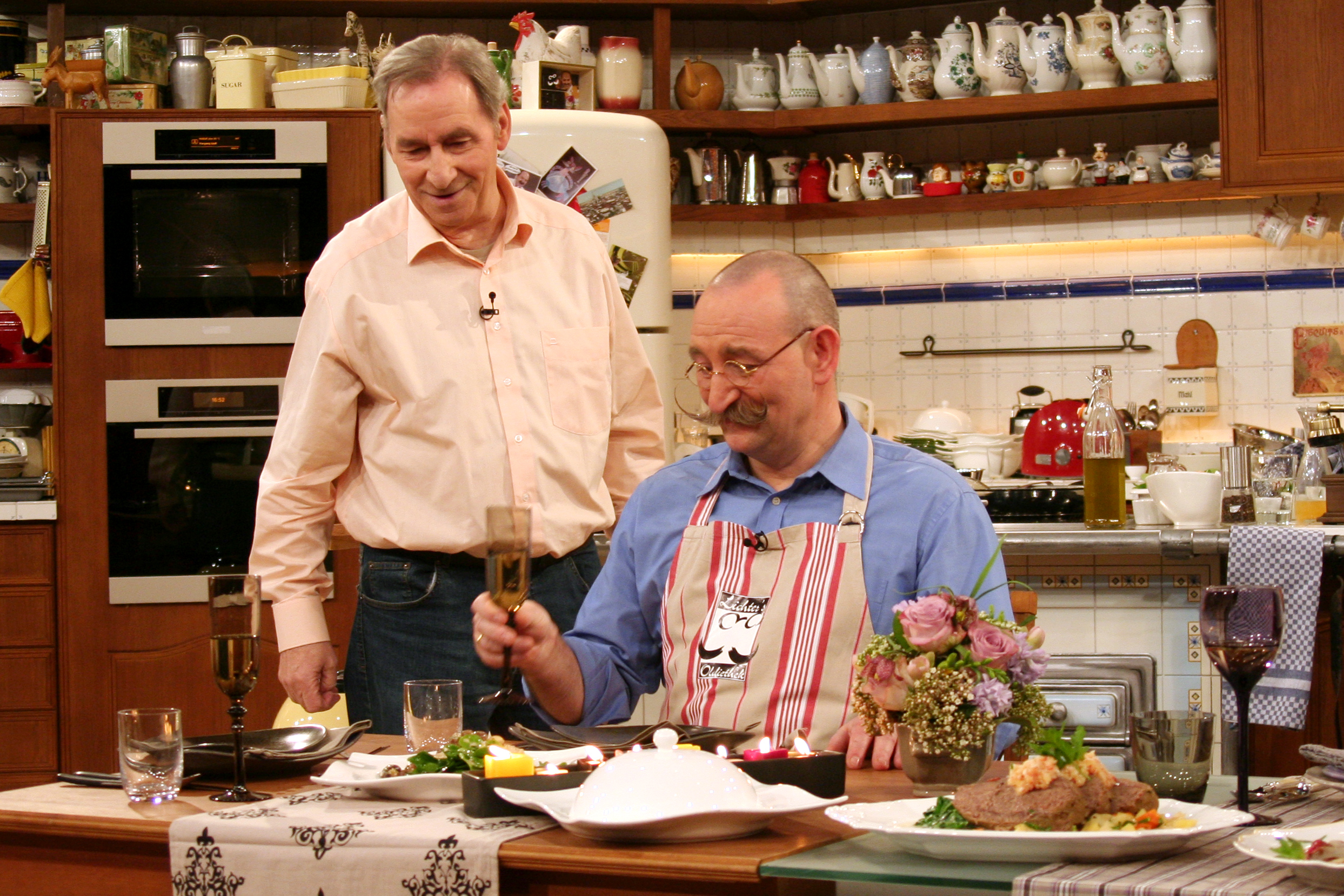
Lichter (à droite) avec Henry van Lyck dans l'émission Lafer! Lichter! Lecker!.

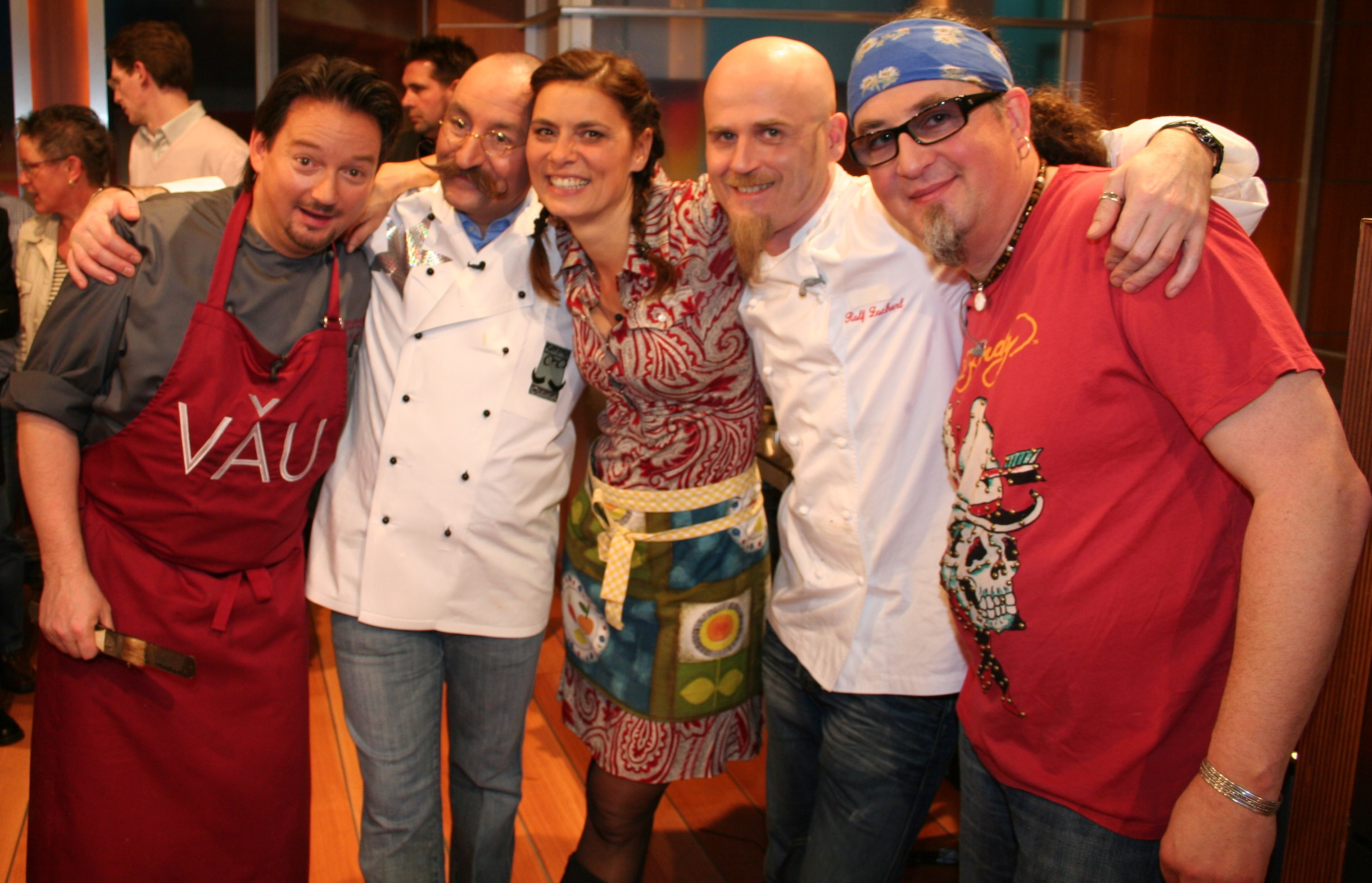
Horst Lichter, 2e à partir de la gauche, avec (de gauche à droite) les cuisiniers et animateurs Kolja Kleeberg, Sarah Wiener, Ralf Zacherl, et Stefan Marquard, en 2007 au talkshow de Johannes B. Kerner.

Il naît le 15 janvier 1962 à Rommerskirchen-Nettesheim, en Rhénanie-du-Nord-Westphalie, fils aîné d'Anton Lichter, mineur, et de Margret Lichter, née Heikamp, dans le bassin minier rhénan à Gill, un district de Rommerskirchen. Il fréquente une Hauptschule et fait de la musculation à l'adolescence. À quatorze ans, il commence un apprentissage de trois ans comme chef chez Lutz Winter à l'hôtel-restaurant Alte Post à Bergheim. Il est connu par son animation des émissions Lafer! Lichter! Lecker! (de) qu'il a animée avec Johann Lafer (en) et Bares für Rares.
Il est passionné de motos et de voitures,.